# Final Fantasy X/X-2 HD Remaster
Final Fantasy X/X-2 HD Remaster (ファイナルファンタジーX/X-2 HD リマスター, Fainaru Fantajī Ten/Ten Tsū HD Rimasutā) é uma remasterização dos jogos eletrônicos Final Fantasy X e sua sequência Final Fantasy X-2, originalmente desenvolvidos e lançados pela SquareSoft (atual Square Enix) exclusivamente para o PlayStation 2 respectivamente em 2001 e 2003. Esta nova versão também inclui conteúdos de história e jogabilidade anteriormente apenas disponíveis nas versões internacionais dos títulos, além de um novo áudio drama que se passa após os eventos de X-2.
O estúdio chinês Virtous cuidou de grande parte do desenvolvimento, enquanto a Square Enix auxiliou no processo e publicou a coleção internacionalmente. Ela foi originalmente lançada para PlayStation 3 e PlayStation Vita em dezembro de 2013 no Japão e em março do ano seguinte para outros territórios. Uma versão para PlayStation 4 foi lançada em maio de 2015, enquanto uma para Microsoft Windows estreou maio do ano seguinte.
A coleção apresenta revisões gráficas e musicais e é baseada nas versões internacionais de ambos os jogos, disponibilizando certos elementos faltantes no lançamento original de alguns territórios. A coleção teve bons números de vendas tanto no Japão quanto no ocidente, recebendo críticas bem favoráveis. Muitos elogiaram a melhoria gráfica e a chance de jogar os dois jogos em novas plataformas. Entretanto, houve certas críticas em relação a algumas falhas na melhoria e a diferença de qualidade entre X e X-2, enquanto alguns dos conteúdos adicionais da coleção receberam críticas mistas.

## Conteúdo
A remasterização em alta definição cobre tanto Final Fantasy X quando sua sequência Final Fantasy X-2. O primeiro jogo segue a jornada do jovem Tidus, que é transportado para o mundo de Spira depois de encontrar uma criatura chamada Sin. Ele se torna um dos guardiões da convocadora Yuna, protegendo-a durante a peregrinação dela para derrotar Sin e descobrir como essa criatura está conectada com seus falecidos pais. A jogabilidade se baseia no sistema "Conditional Turn-Based Battle" que permite que membros do grupo sejam trocados durante os combates. Os personagens sobem de nível através do "Sphere Grid" em que o jogador pode escolher aprender e melhorar um atributo ou habilidade específica. O segundo jogo se passa dois anos depois dos eventos do primeiro e tem Yuna como uma caçadora de tesouros procurando esferas para poder encontrar Tidus. Ele volta com o tradicional sistema de papéis da série Final Fantasy na forma do "Garment Grid": papéis podem ser adquiridos na forma de figurinos que dão aos personagens diferentes habilidades e podem também ser trocados durante as batalhas. X-2 possui vários minijogos como Sphere Break e Blitzball, com o último também estando presente em X.
A maior parte da jogabilidade de X e X-2 permaneceram inalteradas, porém os jogos passaram por uma grande melhoria gráfica e boa parte da música de X foi rearranjada. Todos os lançamentos da coleção contém os conteúdos das versões internacionais dos jogos originais: X vem com o Sphere Grid especialista e vários chefes opcionais, enquanto X-2 vem com figurinos e minijogos extras. Foi adicionado o sistema de criação de criaturas, em que o jogador pode capturar monstros e certos personagens não jogáveis para treiná-los e fazê-los lutar junto com o grupo em batalhas, similar aos jogos da série Pokémon: esses aliados também podem ser fortalecidos em lutas dentro de um coliseu. Por fim, X-2 inclui o calabouço extra "Last Mission" no estilo roguelike, possuindo desenhos baseados em grades pelas quais os personagens se movem e enfrentam inimigos. Os desenhos são gerados randomicamente e cada oponente tem direito ao mesmo número de rodadas do jogador. Como no jogo principal, os papéis dos personagens são definidos pelos figurinos especiais. Os diálogos entre os protagonistas mudam dependendo de qual final o jogador alcançou em X-2. O filme Eternal Calm, que faz a ligação entre os dois títulos, também está incluso. A coleção permite que dados salvos sejam transferidos entre o PlayStation 3 e o PlayStation Vita, com todas as versões possuindo apoio de troféus.
Produzido especialmente para a coleção está o áudio drama Final Fantasy X: Will, que toca durante os créditos finais. Ele inclui vários personagens dos jogos junto com duas adições: a narradora Chuami e seu companheiro Kurgum. Na história os dois são enviados para convocar Yuna a investigar um fenômeno misterioso chamado de "Beckoning", em que os mortos estão sendo chamados de volta para a existência. Em sua jornada eles encontram Sin renascido. Ao longo da história  é revelado que Tidus está sofrendo de algum tipo de fraqueza, com ele e Yuna aparentemente tendo terminado e ela se apaixonou por outra pessoa.

## Desenvolvimento

Comparação entre os gráficos originais de X (esquerda) com sua remasterização (direita)

A ideia da remasterização surgiu a partir do reencontro de vários membros da equipe de desenvolvimento e dubladores originais durante a produção de Final Fantasy Type-0. O desenhista de personagens Tetsuya Nomura, o produtor associado Hideki Imaizumi e um dublador acharam que eles deveriam criar algo para celebrar o décimo aniversário de lançamento de Final Fantasy X. A motivação pessoal do produtor Yoshinori Kitase foi ter pessoas que eram jovens demais para terem jogado os originais experimentando-os pela primeira vez, como seu próprio filho, que apenas conhecia os personagens de Tidus e Yuna através de Dissidia Final Fantasy e Dissidia 012 Final Fantasy. Outro motivo foi que muitos jogadores não tiveram a oportunidade de jogar os títulos desde então já que eles não eram compatíveis com a maioria dos modelos de PlayStation 3 nem foram disponibilizados na PlayStation Store, diferentemente de outros jogos série como Final Fantasy VII e Final Fantasy IX. Nomura entrou em negociações com outros membros da equipe e conseguiu que a Square Enix aprovasse remasterizações de X e Final Fantasy X-2, porém o processo acabou adiado já que boa parte da equipe ainda estava ocupada com a criação de Final Fantasy XIII. A remasterização foi anunciada na Tokyo Game Show de 2011.
A maior parte do trabalho de remasterização foi passada para o estúdio chinês Virtuous de Xangai. A equipe interna da Square Enix ficou responsável por reunir os arquivos originais dos jogos, supervisionar o que estava sendo feito e auxiliar na revisão de parte dos dados de alta definição. Dentre os membros originais das equipes de X e X-2 que retornaram estão Motomu Toriyama, Yusuke Naora, Toshitaka Matsuda e Masaki Kobayashi, que supervisionaram toda a produção. O diretor de arte Shintaro Takai de X-2 permaneceu na mesma posição para ambos os jogos remasterizados. O lado chinês do desenvolvimento foi comandado pelo diretor de gestão Pan Feng. A equipe encontrou muitos problemas ao converter os títulos para o PlayStation 3 e PlayStation Vita já que seus gráficos empregavam muitas funcionalidades únicas do PlayStation 2. A perda e reparo de muitos dos arquivos originais foi outra dificuldade, com Kitase comentando que talvez tivesse  sido mais fácil recriar os dados do zero.
A versão para PlayStation 3 possui resoluções de 720p e 1080p – o primeiro com e o segundo sem antisserrilhamento – enquanto a versão de Vita roda em 720x408 pixels. Elementos gráficos como efeitos de clima e luz foram melhorados. Outras alterações incluem a adição de bloom, a mudança de sombras circulares para dinâmicas e ajustes na geometria e texturas ambientais. Os desenvolvedores revisaram os modelos tridimensionais de ambos os jogos: a maioria meramente receberam novas texturas, porém aqueles pertencentes a personagens jogáveis foram reconstruídos totalmente com mudanças visíveis em seus rostos. As cutscenes e ambientes pré-renderizados precisaram ser reajustados do formato de tela 4:3 para o 16:9, com o processo necessitando de vários reajustes na arte e programação. Por exemplo, a tela panorâmica fez com que modelos de personagens ficassem visíveis em uma cena apesar de que eles deveriam aparecer apenas mais tarde em outra tomada; essas ocorrências precisaram ser corrigidas. Tanto as imagens pré-renderizadas de fundo quanto as cutscenes necessitaram ser cortadas em cima e em baixo para poderem caber no novo formato de tela. Entretanto, elas tiveram suas resoluções aumentadas a fim de parecerem mais claras do que na versão de PlayStation 2. A jogabilidade precisou ser duplicada enquanto era trazida para o padrão de um jogo em alta definição, algo que foi muito mais difícil do que a equipe previra.
Sessenta faixas da trilha sonora original de Final Fantasy X composta por Nobuo Uematsu, Masashi Hamauzu e Junya Nakano precisaram ser rearranjadas. Hamauzu e Nakano assumiram a maior parte dos trabalhos, com Tsutomu Narita e Ryo Yamazaki realizando alguns outros rearranjos. A trilha de Final Fantasy X-2 por Noriko Matsueda e Takahito Eguchi foi reutilizada em sua forma original da versão de PlayStation 2. Para os créditos da remasterização, o roteirista Kazushige Nojima escreveu um áudio drama chamado Final Fantasy X: Will como uma espécie de apêndice se passando dois anos após o final do segundo título. Nojima e Nomura acharam que seria uma boa oportunidade para expandir o universo dos jogos. Eles optaram pelo formato em áudio já que a equipe não desejava criar uma impressão visual sólida, querendo que ela fosse deixada para a interpretação dos jogadores. A equipe queria que o áudio drama fosse "diretamente o oposto" do clima feliz e animado do final de X-2. Essa vontade por uma atmosfera mais melancólica resultou na volta do antagonista Sin para a história, já que eles desejavam mantê-lo envolvido de maneira similar a Sephiroth, o principal vilão de Final Fantasy VII e sua mídia complementar. O final aberto também foi intencional, com Kitase querendo "deixar algo para a imaginação do jogador".

## Lançamento
Final Fantasy X/X-2 HD Remaster foi lançado como uma coleção para o PlayStation 3 e como lançamentos separados para cada jogo no PlayStation Vita. Além dos lançamentos normais para PlayStation Vita no Japão, houve um pacote com os dois jogos e uma coleção que também continha um console. Foi decidido não realizar um lançamento duplo para o PlayStation Vita devido as capacidades limitadas de armazenamento dos cartuchos. Bonecos de Tidus e Yuna foram produzidos e as trilhas sonoras originais foram relançadas. Dois novos livros guia foram publicados para cada título. Nojima também escreveu um romance chamado Final Fantasy X-2.5: Eien no Daishō que fazia a ligação entre Last Mission e Final Fantasy X: Will. Uma edição de colecionador para o PlayStation 3 foi lançada exclusivamente na América do Norte através da loja online da Square Enix. Ela vinha com ambos os jogos, um livro de ilustrações, um Blu-ray da trilha sonora rearranjada e cinco litografias. Um evento especial de lançamento foi realizado em Alhambra, Califórnia, até 27 de março de 2014. Ele incluía eventos de autógrafos com Kitase e Naora e um leilão de artes conceituais cujos lucros iam para as vítimas do tufão Haiyan. A versão de PlayStation 4 foi oficialmente anunciada em uma conferência do PlayStation na China em 11 de dezembro de 2014, porém ela havia vazado mais cedo no mesmo dia na loja online da Square Enix França. O lançamento no PlayStation 4 permitia transferências de dados salvos das versões de PlayStation 3 e PlayStation Vita, jogo remoto com o PlayStation Vita e a troca entre as trilhas original e rearranjada. Uma conversão para Microsoft Windows foi lançada em 12 de maio de 2016.

## Recepção

### Crítica
Final Fantasy X/X-2 HD Remaster foi recebido bem favoravelmente no ocidente. No agregador GameRankings, a versão de Vita possui uma aprovação de 88,77%, a de PlayStation 3 uma de 86,42% e a de PlayStation 4 de 83,33. Já no Metacritic, a versão de Vita alcança uma nota de 86/100, a de PS3 ficou em 85/100 enquanto a de PS4 chegou em 84/100.
A recepção da qualidade da remasterização foi em sua maior parte positiva. Meghan Sullivan da IGN afirmou que apesar do jogo mostrar suas raízes como um original de PlayStation 2, ele "parece e soa muito melhor", porém ela criticou algumas das texturas e o fato dele ter mantido alguns close-ups faciais estranhos e problemas de sincronização das falas. Josiah Renaudin da GameSpot foi de forma geral positivo, dizendo que as melhorias visuais eram ema "razão atraente para revisitar um dos mais pungentes títulos desta série duradoura", entretanto ele achou dissonante a diferença na melhoria gráfica entre personagens não jogáveis e personagens principais. Dale North da Destructoid elogiou as melhoras, porém escreveu que a câmera fixa não envelheceu bem e que alguns aspectos menores e mais detalhados do ambiente não receberam uma remasterização meticulosa. Kimberley Wallace da Game Informer também elogiou as melhorias, porém percebeu que os movimentos dos personagens entregavam a idade do jogo. Ashley Reed da GamesRadar gostou do visual dos ambientes, mas achou que os personagens eram "estranhamente parecidos com bonecas" e encontrou limitações gráficas carregadas do original. Ela encontrou menos desses problemas em X-2. Mark Langshaw da DigitalSpy elogiou a remasterização, porém encontrou queda na contagem de quadros por segundo e animações "pegajosas". Ele também afirmou que os modelos de personagens em X-2 foram melhor remasterizados do que os em X. Daniel Cairns do VideoGamer.com foi muito positivo, mesmo com momentos de história prolongadamente embaraçosos. Ryan King do NowGamer elogiou as melhorias e os polimentos que o jogo recebeu. Apesar da versão de Vita ter sido similarmente elogiada pela maioria dos críticos, Renaudin e Wallace comentaram que algumas texturas antigas ficavam mais aparentes.
A remasterização da trilha sonora recebeu críticas mistas para positivas. North achou que a música reorquestrada "pode ser menos agradável para os fãs da trilha original", enquanto elogiou a melhora geral do som. Para Wallace a trilha sonora foi uma mistura, com algumas faixas tendo sido melhoradas pela remasterização enquanto outras pareciam irregulares e sem seu impacto original. Renaudin afirmou que apesar da música estar mais nítida, os fãs da original "talvez não percebam imediatamente as alterações acústicas". Eternal Calm, Last Mission e Will tiveram recepções mistas. Cairns disse que Last Mission era "uma boa pequena distração", porém achou que Will era "incompreensível". Sullivan não gostou tanto de Eternal Calm quanto de Last Mission, afirmando que Will era "incrivelmente estranho e confuso", recomendando que os jogadores ficassem longe deste. Wallace escreveu que Last Mission era "uma boa distração, porém não incrivelmente engajante", enquanto North comentou que ele "talvez não seja de grande apelo para os fãs do seu típico jogo Final Fantasy".
As opiniões sobre a jogabilidade e história dos dois títulos permaneceram de maneira geral inalteradas em relação aos originais: os enredos de X e X-2 receberam críticas positivas e mistas, respectivamente, enquanto a jogabilidade de ambos foi elogiada. Os novos elementos de jogabilidade para os dois jogos foram recebidos de forma mista. Sullivan afirmou que os conteúdos extras eram "minha parte favorita sobre esta versão remasterizada", enquanto Langshaw escreveu que eles, incluindo Last Mission, eram "inclusões bem vindas".

### Vendas
As versões de PlayStation 3 e PlayStation Vita de X/X-2 HD Remaster venderam respectivamente 185.918 e 149.132 cópias durante sua primeira semana de vendas no Japão. Ao todo, todas as versões venderam mais de 339 mil cópias na primeira semana. As versões individuais de X e X-2 para Vita venderam 31.775 e 16.355 unidades, respectivamente, pelas duas primeiras semanas. As duas versões também foram bem sucedidas na América do Norte, vendendo 206 mil unidades depois de um mês do lançamento. O título foi o quinto mais vendido para PlayStation 3 e o mais vendido de PlayStation Vita na PlayStation Network. As vendas gerais do jogo foram citadas pela Square Enix como um dos motivos pela melhora na situação financeira da empresa ao final do ano fiscal de 2013/14.

## Legado
O áudio drama Wil iniciou especulações sobre uma segunda sequência de X. Shinji Hashimoto afirmou em fevereiro de 2014 que o áudio drama tinha a intenção de simplesmente expandir o universo e não significava que uma nova sequência estava em desenvolvimento. Antes disso, Nojima tinha dito que novos desenvolvimentos poderiam ocorrer caso houvesse demanda suficiente, também comentando que gostaria de escrever a história para uma segunda sequência. Mais tarde, Kitase confirmou que nenhum jogo sequência estava sendo desenvolvido e que tanto Will quanto Eien no Daishō tinham a intenção de serem continuações separadas do universo de X.